# Kaarlo Hillilä
Kaarlo Henrik Hillilä (né le 27 mai 1902 à Oulu et mort le 14 mai 1965 à Helsinki) est un homme politique finlandais,. 

## Biographie

### Adolescent combattant de la liberté
Lycéen de 15 ans, Kaarlo Hillilä et son camarade de classe Aaro Pakaslahti ont participé à la conquête d'Oulu (fi) de la guerre civile en février 1918. 
Après la conquête d'Oulu, Kaarlo Hillilä a rejoint la Mission du Front volontaire d'Oulu I, avec laquelle il est allé dans la région de Satakunta et a participé, entre autres, aux batailles d'Ahlainen, Mannanmäki (fi), Suodenniemi, Mouhijärvi et Vammala.
Après la fin de la guerre civile finlandaise,  à l'hiver 1919, Kaarlo Hillilä part avec son jeune frère Erkki en tant que volontaire pour la guerre d'indépendance estonienne.
Au cours des combats dans le nord-est de la Lettonie, Erkki Hillilä sera tué.
Après la guerre d'indépendance estonienne, Kaarlo Hillilä participe à l'expédition d'Aunus (fi) de mai à juillet 1919.

### Étudiant
À l'automne 1921, Kaarlo Hillilä commence ses études à la faculté de droit de l'université d'Helsinki. Il se lie d'amitié avec son colocataire, un étudiant de la même faculté et membre de la nation d'Ostrobotnie du Nord, Urho Kekkonen de Kajaani.
À cette époque, en plus de l'activisme social, l'activité politique de nombreux jeunes étudiants est liée aux activités de la nouvelle Société académique de Carélie.
Au cours de leurs études, une relation de coopération étroite s'est développée entre Kaarlo Hillilä, Urho Kekkonen et Aaro Pakaslahti, dont l'importance politique sera la plus forte de la fin des années 1930 jusqu'à la fin des années 1940.

### Période en Laponie
Kaarlo Hillilä obtient son diplôme en droit en 1926 et reçoit le grade de juge suppléant en 1929.
Il est directeur municipal de Rovaniemi à deux reprises avant d'être nommé gouverneur de la Laponie. 
Avant son emploi de gouverneur, Kaarlo Hillilä réalise des études pour le ministre de l'Intérieur de l'époque, Urho Kekkonen, dans le cadre du projet de liquidation du Mouvement patriotique, bien que la liquidation n'ait pas réussi à ce moment-là.
Kaarlo Hillilä devient le premier gouverneur de la Laponie en 1938, lorsque la province de Laponie a été séparée de la province d'Oulu, qui couvrait l'ensemble du nord de la Finlande.
Son poste de gouverneur sera marqué par les années de la guerre de continuation, lorsque plus de 200 000 soldats allemands viennent dans le nord de la Finlande. 
Les Allemands sont représentés dans l'administration civile finlandaise par leur commandant, le lieutenant-général Eduard Dietl.
Dans ces circonstances, Kaarlo Hillilä cherché à protéger les intérêts de la Finlande et de l'administration civile finlandaise.
Lors d'une courte visite en Laponie au début de 1942, Heinrich Himmler, chef de la  Gestapo, lui parlera assez ouvertement du nettoyage ethnique des Juifs et des Roms en Allemagne et dans les territoires occupés par le Reich.

### Soutien d'Urho Kekkonen
Née pendant les études et pendant la guerre, la coopération entre Urho Kekkonen et Aaro Pakaslahti Kustaa Vilkuna est restée très étroite par la suite. 
Leur rôle est notamment d'être des interlocuteurs et sources d'information lorsque Urho Kekkonen rédige les rapports de situation politique militaire dans Suomen Kuvalehti sous le pseudonyme de « Pekka Peitsi ».
Kaarlo Hillilä est l'un de ceux qui, avec Urho Kekkonen, sont arrivés à la conclusion en novembre 1942 que l'Allemagne perdraient la guerre et la Finlande avec elle.
Quand le maréchal Mannerheim devient président en août 1944, Kaarlo Hillilä est le candidat de l'opposition pour la paix au poste de Premier ministre.
Il devient ministre de l'Intérieur des gouvernements Hackzell (8.8.1944 - 21.9.1944).Paasikivi II (17.11.1944 - 17.4.1945), Urho Castrén (21.9.1944 - 17.11.1944).
Le rôle du ministre de l'Intérieur sera important dans la transition vers un état de paix en septembre 1944. 
À cette époque, une commission de surveillance dirigée par les Soviétiques vient en Finlande et, par l'intermédiaire du ministère de l'Intérieur, elle mène plusieurs affaires de police. De plus, la démobilisation de l'armée, l'évacuation de la Carélie finlandaise et le déclenchement de la guerre de Laponie posent des problèmes spécifiques au ministre de l'Intérieur.
Une ouverture politique importante pour Kaarlo Hillilä sera la légalisation de l'extrême gauche interdite, dont le Parti communiste finlandais.
Le ministre de la Justice Urho Kekkonen et Kaarlo Hillilä sont alors prêts à coopérer avec l'extrême gauche.
Kaarlo Hillilä est vice-ministre des Transports et des Travaux publics (22.11.1945 - 26.3.1946), vice-ministre des Affaires sociales (22.11.1945 - 26.3.1946) et ministre du bien-être public (17.4.1945 - 26.3.1946) du gouvernement Paasikivi III.

### Kela
Kaarlo Hillilä est gouverneur de la Laponie de 1946 à 1947, puis devient directeur général de l'Institution d'assurance sociale de Finlande (1946-1954).